# Dragan Đukanović
Dragan Đukanović (ur. 19 października 1969) – czarnogórski piłkarz występujący na pozycji napastnika.

## Kariera klubowa
Od 1990 do 2004 roku występował w klubach OFK Beograd, OFI 1925, Omonia Nikozja, Örebro, Avispa Fukuoka, Mogren, Racing Paris, FC Istres i Ethnikos Asteras.